# 科羅伊科
科羅伊科（西班牙語：Coroico），是位於玻利維亞西部拉巴斯省北尤加斯地區的一個城鎮，距離首都拉巴斯約80公里以內。隨著季節變換，氣候可從溫暖到炎熱，是該國主要的旅遊景點之一。主要人口由艾馬拉人、非裔混血、外國移民組成。

## 交通
國道3號：有條新的公路可從拉巴斯到科羅伊科，並於2006年底通車，該路線採用現代化標準闢建，安全性比較高。而被視為傳統路線的永加斯路目前主要是自行車手在使用。永加斯路也因為高事故率被稱為「死亡公路」。

## 外部連結
- Travel Guide to Coroico
- Coroico Travel Guide （页面存档备份，存于）
- Weather in Coroico （页面存档备份，存于）
- 维基导游上有關科羅伊科的旅行指南
- The world's most dangerous road （页面存档备份，存于）
- Biking the ROAD OF DEATH

16°10′S 67°40′W / 16.167°S 67.667°W